# Irina Wygusowa
Irina Wygusowa (russisch: Ирина Выгузова; * 26. Juni 1974 in Alma-Ata) ist eine frühere kasachische Wasserspringerin.
Irina Wygusowas bedeutendste internationale Wettkämpfe waren die Olympischen Sommerspiele 1996 in Atlanta und 2000 in Sydney. Beide Male nahm sie bei den Wettkämpfen vom 3-Meter-Brett und vom Turm teil. In Atlanta erreichte Wygusowa vom Brett den zehnten Rang mit 475,92 Punkten, vom Turm wurde sie Siebte. Vier Jahre später erreichte die Kasachin in Australien mit 528,33 Punkten vom Brett den neunten Rang und erreichte als einzige im Turmspringen als 15. nicht den finalen Durchgang. Ihr bestes Resultat im Weltcup konnte sie 1995 gemeinsam mit Natalja Tschikina in Atlanta als Dritte im Synchronspringen vom 3-Meter-Brett erreichen.

## Belege
1. ↑  DIVING WORLD CUP

| Personendaten    | Personendaten                               |
| ---------------- | ------------------------------------------- |
| NAME             | Wygusowa, Irina                             |
| ALTERNATIVNAMEN  | Vyguzova, Irina; Выгузова, Ирина (russisch) |
| KURZBESCHREIBUNG | kasachische Wasserspringerin                |
| GEBURTSDATUM     | 26. Juni 1974                               |
| GEBURTSORT       | Alma-Ata                                    |